# Deuki
Deuki var en sedvänja i Nepal under vilken flickor gavs som gåvor till templen.
Under historisk tid gavs en flicka som gåva till ett tempel av sin familj vid omkring sex års ålder. Sedan hon blivit templets egendom förväntades hennes familj inte längre ha kontakt med henne. Deukis tränades upp till att tjänstgöra som templets sångare och dansare och var historiskt tempelslavar. 
Då de blev  äldre, förväntades de också förse templets manliga präster och besökare med sexuella tjänster. Eftersom de ansågs olämpliga för äktenskap och inte mottog någon annan lön än den andel som gavs till templet av dess besökare, blev prostitution vanligt. 
Deuki förbjöds i Nepal år 1990. Den förekom dock fortsatt illegalt även i fortsättningen.  